# Борково (Мазовецьке воєводство)
Борково (пол. Borkowo) — село в Польщі, у гміні Насельськ Новодворського повіту Мазовецького воєводства.
Населення — 187 осіб (2011).
У 1975-1998 роках село належало до Цехановського воєводства.

## Демографія
Демографічна структура станом на 31 березня 2011 року:
|          | Загалом | Допрацездатний вік | Працездатний вік | Постпрацездатний вік |
| -------- | ------- | ------------------ | ---------------- | -------------------- |
| Чоловіки | 98      | 19                 | 65               | 14                   |
| Жінки    | 89      | 8                  | 59               | 22                   |
| Разом    | 187     | 27                 | 124              | 36                   |